# 普法爾茨的阿格尼絲
普法爾茨的阿格尼絲（德語：Agnes von der Pfalz，1201年—1267年），巴伐利亞公爵夫人，普法爾茨伯爵海因里希五世的女兒。

## 家庭
1222年，阿格尼絲與維特爾斯巴赫的鄂圖（日後的巴伐利亞公爵鄂圖二世）結婚，兩人共有2子3女：
1. 伊莉莎白（1227年—1273年），德意志王后
2. 路德維希（1229年—1294年），上巴伐利亞公爵、神聖羅馬皇帝路易四世的父親
3. 亨利（1235年—1290年），下巴伐利亞公爵
4. 索菲（1236年—1289年），蘇爾茨巴赫和赫希貝格伯爵夫人
5. 阿格尼絲（1240年—1306年），修女